# Função ambiguidade
Em matemática, a função ambiguidade (ing. ambiguity function) é uma transformação bilinear usada na análise de sinais cujo espectro de frequência varia com o tempo (espectros chamados não-estacionários ou dinâmicos). A exemplo da transformada de Fourier de curto termo e da transformada de Wavelet, ela mapeia uma funções do domínio do tempo para o espaço misto tempo-frequência. A função ambiguidade encontra muitas aplicações na análise de sinais de radar.
A função ambiguidade possui a grande desvantagem de não ser linear: considerando f(t) como a soma de duas componentes f1 e f2(t), com transformadas associadas A1 e A2(ω,t), em geral A(ω,t) ≠ A1(ω,t) + A2(ω,t), o que traz muitos inconvenientes na análise. Por isso, em muitos casos prefere-se empregar a transformada de Wavelet em seu lugar.

## Definições
A função ambiguidade para uma função f(t) é uma função complexa A(ω,t) dada pela expressão
{\displaystyle {\mathcal {A}}\{f(t)\}\;=\;A(\omega ,t)\;=\;\int _{-\infty }^{\infty }f\left(\tau +{\frac {t}{2}}\right)\cdot f^{*}\left(\tau -{\frac {t}{2}}\right)\cdot e^{-i\omega \tau }\;d\tau \qquad (1a)}

onde o asterisco (*) denota o conjugado complexo. Por inspeção, percebe-se que a função ambiguidade é uma correlação de f(t) consigo mesma.

## Relação com a transformada de Fourier
A equação (1a) pode ser escrita no domínio da frequência como
{\displaystyle A(\omega ,t)\;=\;{\frac {1}{2\pi }}\int _{-\infty }^{\infty }F\left(\xi +{\frac {\omega }{2}}\right)\cdot F^{*}\left(\xi -{\frac {\omega }{2}}\right)\cdot e^{-it\xi }\;d\xi \qquad (2a)}

onde F(x) denota a transformada de Fourier de f(t).

## Função ambiguidade cruzada
Para um par de funções f e g(t) define-se a função ambiguidade cruzada através da equação
{\displaystyle {\mathcal {A}}_{c}\{f(t),g(t)\}\;=\;A_{c}(\omega ,t)\;=\;\int _{-\infty }^{\infty }f\left(\tau +{\frac {t}{2}}\right)\cdot g^{*}\left(\tau -{\frac {t}{2}}\right)\cdot e^{i\omega \tau }\;d\tau \qquad (3a)}

onde o asterisco (*) denota o conjugado complexo. Essa expressão coincide com a da transformada de Fourier de tempo curto.